# L'Avion
L'Avion fue una aerolínea con base en París, Francia. Realizaba servicios entre el aeropuerto de París - Orly y el Aeropuerto Internacional de Newark.  Su primer vuelo se realizó el 3 de enero de 2007 desde París a Newark.

## La Compañía
L'Avion fue una aerolínea con un concepto similar al de otras aerolíneas del sector, como EOS, Maxjet, PrivatAir, o Silverjet, que ofrecía servicios de alto nivel en rutas transatlánticas.  Para sus servicios utilizaba un Boeing 757-200 que antiguamente pertenecía a la alemana Condor Airlines, con sólo 90 asientos en una configuración de cabina 2x2. Los asientos y el servicio en el avión eran considerados como Business class (como MaxJet y Silverjet, pero no como Eos que es de Primera clase). 
Las tarifas eran generalmente más reducidas que la Business Class de Air France. Era además la única aerolínea que operaba desde el aeropuerto de Orly a los Estados Unidos.
L'Avion empezó sus operaciones como Elysair, pero cambiaron su nombre en otoño de 2006 después de un análisis del mercado con el nuevo nombre.
El 26 de julio de 2008 L'Avion fue adquirida por OpenSkies, empresa subsidiaria de British Airways.
Su fundador es Frantz Yvelin.

## Códigos
- IATA: AO
- ICAO:AVI
- Callsign: LAVION

## Flota
La flota de L'Avion estaba compuesta por los siguientes aparatos:
- 1 Boeing 757-200 (F-HAVN)